# Gallina (personaggio)
Gallina è un personaggio dei fumetti creato da Benito Jacovitti, co-protagonista della serie Cip l'arcipoliziotto, nota anche come Cip e Zagar.

## Caratteristiche
Nelle storie compare sempre al fianco di Cip l'arcipoliziotto come fido assistente, col quale tenta di acciuffare il cattivo in calzamaglia nera Zagar. A lui si rivolge sempre Cip con la frase finale: "Lo supponevo!"; tuttavia egli ha la caratteristica di essere ancora più ottuso di Cip.
La sua arma è una pistola dalla canna mostruosamente lunga ed una sua frase ricorrente è "E io maestro, che faccio? Sparo?"; a cui segue sempre un no di Cip, che lo invita a fare altro.